# Incendio del almacén Ghost Ship de Oakland
El 2 de diciembre de 2016, aproximadamente a las 23:30, un incendio se desató en un almacén o bodega, conocida como Oakland Ghost Ship, que había sido reconvertida en una sala de eventos artísticos, dando cabida a colectivos de artistas y unidades de vivienda ilegales en un edificio ubicado en la Avenida 31 y el Boulevard Internacional, en el vecindario de Fruitvale, en la ciudad de Oakland (California). En el momento del incendio, en el almacén se había organizado un concierto de música electrónica y fiesta rave sin permiso, promovido por la casa discográfica 100% Silk. 
Las personas que vivían cerca de ese lugar, estaba devastadas con la noticia porque ya no podrían realizar eventos de caridad o conciertos, entre otras actividades.

## Fuego
El Barco Fantasma, Ghost Ship, en inglés, como se llamaba el almacén, daba cobijo a artistas y servía como sala de exposiciones, encuentros y conciertos. Comenzaron a habitar el espacio en 2014, y en su mayoría eran artistas llegados de San Francisco, que huían del alza de precios de la ciudad. El espacio fue la sede de un colectivo de artistas conocidos como Satya Yuga, que trabajaban en el almacén. Este espacio fue anfitrión de un concierto promovido por el sello discográfico de música electrónica 100% Silk, con varios músicos de su lista, cuando el fuego comenzó.
Varios factores pueden haber contribuido a la pérdida de vidas. No había aspersor contra incendios en la bodega, y los bomberos no encontraron en la escena del siniestro detectores de humo. Al entrar en el edificio, los bomberos vieron que estaba lleno de muebles, obras de arte y maniquíes. La Jefa del Departamento de Bomberos de Oakland, Teresa Deloach Reed, dijo a periodistas: "era como un laberinto". Deloach Reed añadió que parecía que la única salida del segundo piso era una escalera improvisada hecha de paletas de madera apiladas. La escalera quedó rápidamente incinerada en el incendio, atrapando a las víctimas en el segundo piso.

## Víctimas
Hasta el momento se han localizado 36 cuerpos y 33 de los fallecidos han sido identificadas. Una de las víctimas del incendio es de Guatemala, otra de Finlandia y otra de Corea del Sur. El edificio de dos plantas, que en el momento del incendio era utilizado para una fiesta electrónica, ardió en la noche del 2 de diciembre de 2016. Las autoridades han tenido muchas dificultades para entrar, remover los escombros y recuperar los cuerpos por culpa del estado en que quedó el edificio, que todavía reviste peligro para los cuerpos de rescate. Aún no son claras las causas que produjeron el incendio.
Ha sido considerado el peor incendio en la historia de la ciudad de Oakland y se piensa que puede haber más víctimas.

### Listado de Fallecidos
A continuación se muestra la lista final de fallecidos dada por las autoridades y publicada por la página electrónica del San Francisco Chronicle:
| Fallecido                    | Edad    | Lugar de Residencia u Origen      |
| ---------------------------- | ------- | --------------------------------- |
| Cash Askew                   | 22 años | Oakland                           |
| Em Bohlka (Sobrenombre Em B) | 33 años | Oakland                           |
| Jonathan Bernabum            | 34 años | Oakland                           |
| David Cline                  | 24 años | Oakland                           |
| Barret Clark                 | 35 años | Oakland                           |
| Micah Danemayer              | 24 años | Oakland                           |
| Billy Dixon                  | 35 años | Oakland                           |
| Chelsea Dolan                | 24 años | San Francisco                     |
| Alex Ghassan                 | 35 años | Oakland                           |
| Nick Gomez-Hall              | 25 años | Berkeley                          |
| Michela Gregory              | 20 años | Sur de San Francisco              |
| Sara Hoda                    | 30 años | Walmut Creek                      |
| Travis Hough                 | 35 años | Oakland                           |
| Johnny Igaz                  | 34 años | Oakland                           |
| Donna Kellog                 | 29 años | Oakland                           |
| Amanda Kershaw               | 34 años | San Francisco                     |
| Edmond Lapine                | 34 años | Oakland                           |
| Joseph Matlock               | 36 años | Oakland                           |
| Jason McCarty                | 36 años | Berkely                           |
| Draven McGill                | 17 años | Dublín                            |
| Jennifer Mendiola            | 35 años | Oakland                           |
| Jennifer Morris              | 21 años | Foster City                       |
| Feral Pines (Riley Fritz)    | 29 años | Berkely                           |
| Jason McCarty                | 36 años | Berkely                           |
| Vanessa Plotkin              | 21 años | Lakewood (Condado de Los Angeles) |
| Wolfgang Renner              | 61 años | Oakland                           |
| Hanna Ruax                   | 32 años | Helsinki, Finlandia               |
| Benjamin Runnels             | 32 años | Oakland                           |
| Nicole Siegrist              | 29 años | Oakland                           |
| Peter Wadsworth              | 38 años | Oakland                           |
| Michele Sylvan               | 37 años | Oakland                           |
| Alex Vega                    | 37 años | San Bruno                         |
| Nick Walrath                 | 31 años | Oakland                           |
| Griffin Madden               | 23 años | Berkeley                          |
| Brandon Chase Wittenauer     | 32 años | Hayward                           |